# Péninsule de Karpas
La péninsule de Karpas (en grec : Καρπασία ; en turc : Karpaz), également connue sous les noms Karpasia ou Karpas, est une péninsule étroite qui s'avance dans la mer Méditerranée au nord-est de l'île de Chypre. Elle se termine au cap Saint-André.
Sa principale ville est Rizokarpaso. Depuis 1974, elle est entièrement incluse dans la République turque autoproclamée de Chypre du Nord.

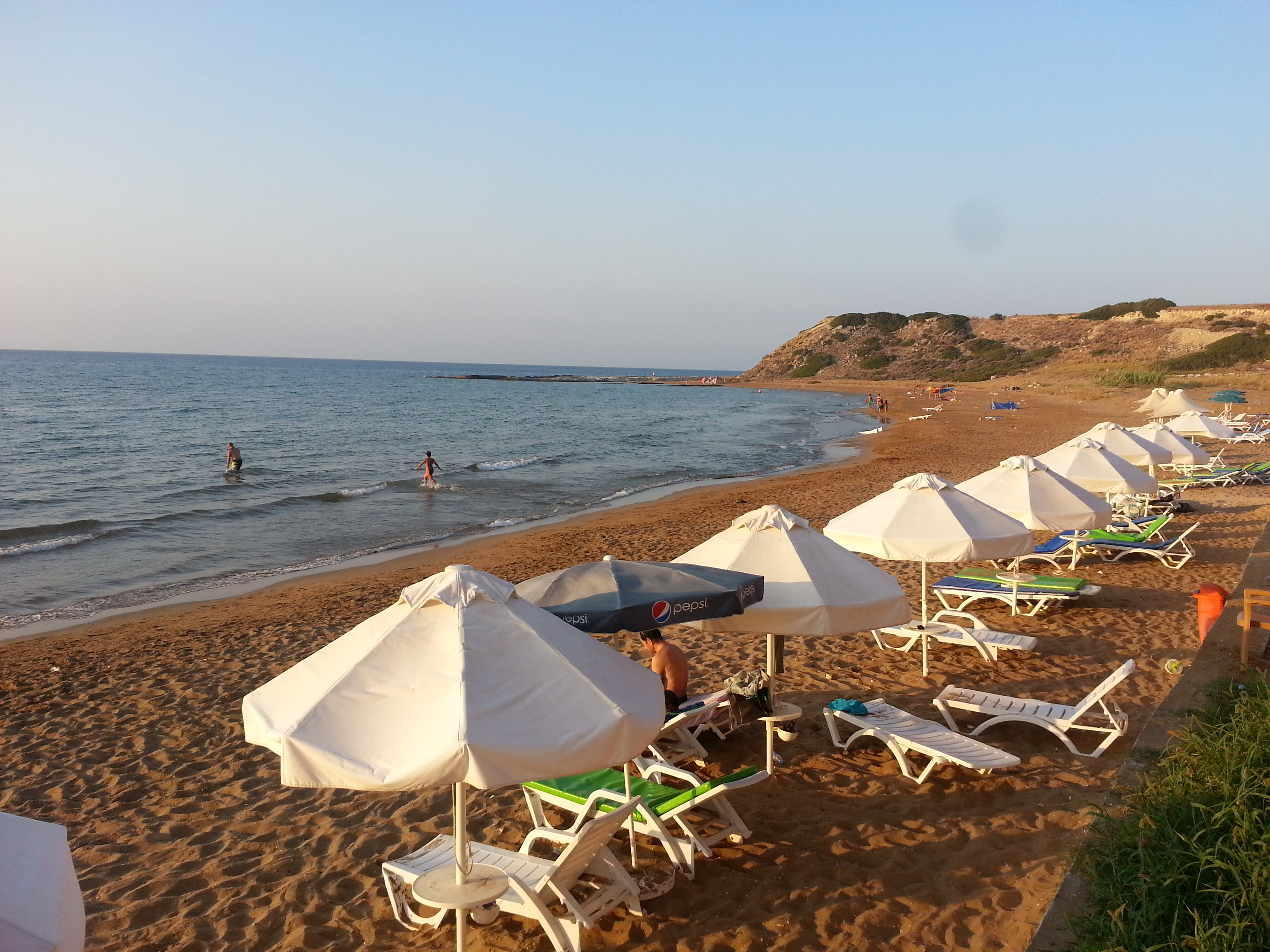
Une plage de Davlos.
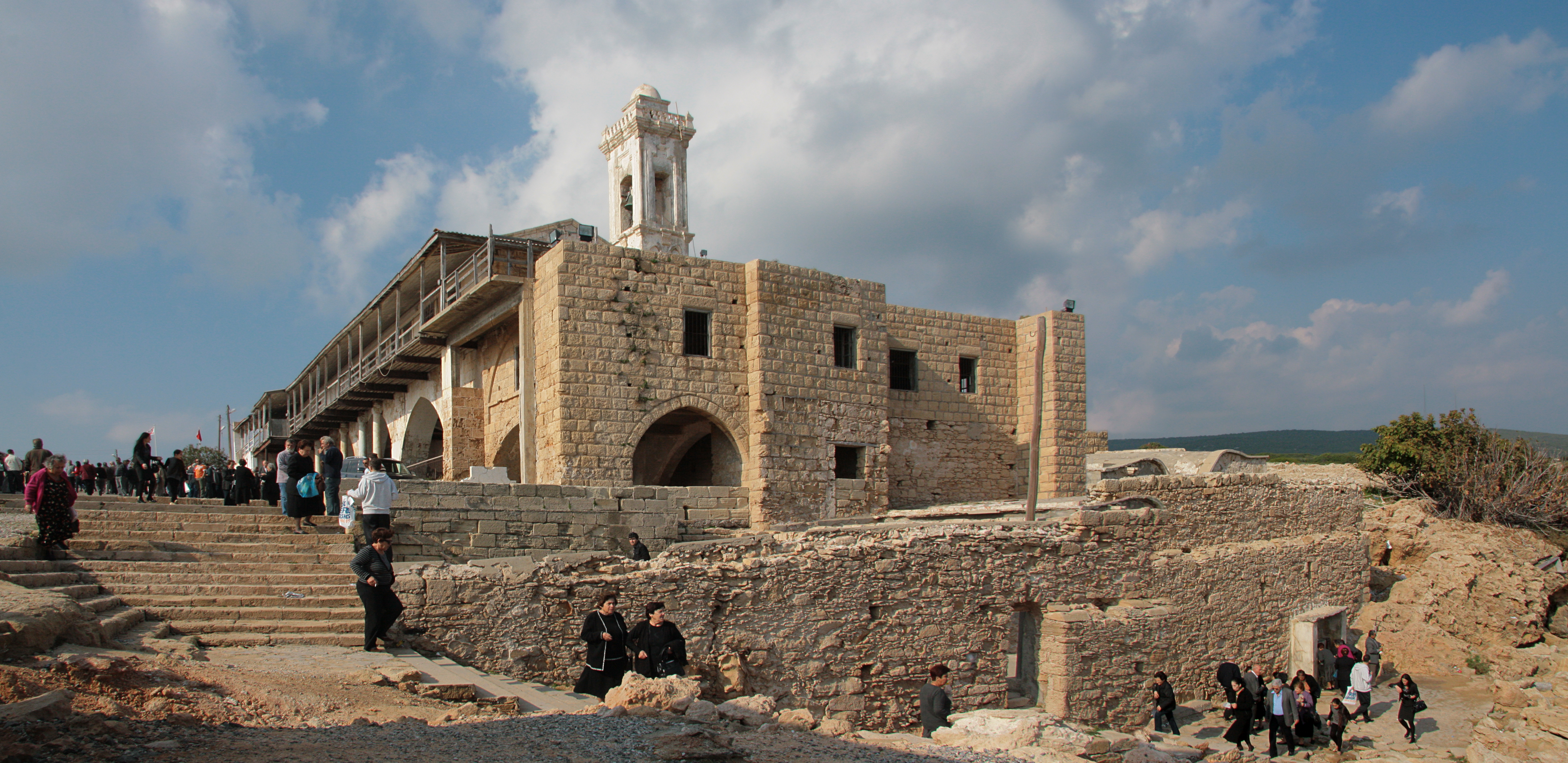
Monastère de l'apôtre André.
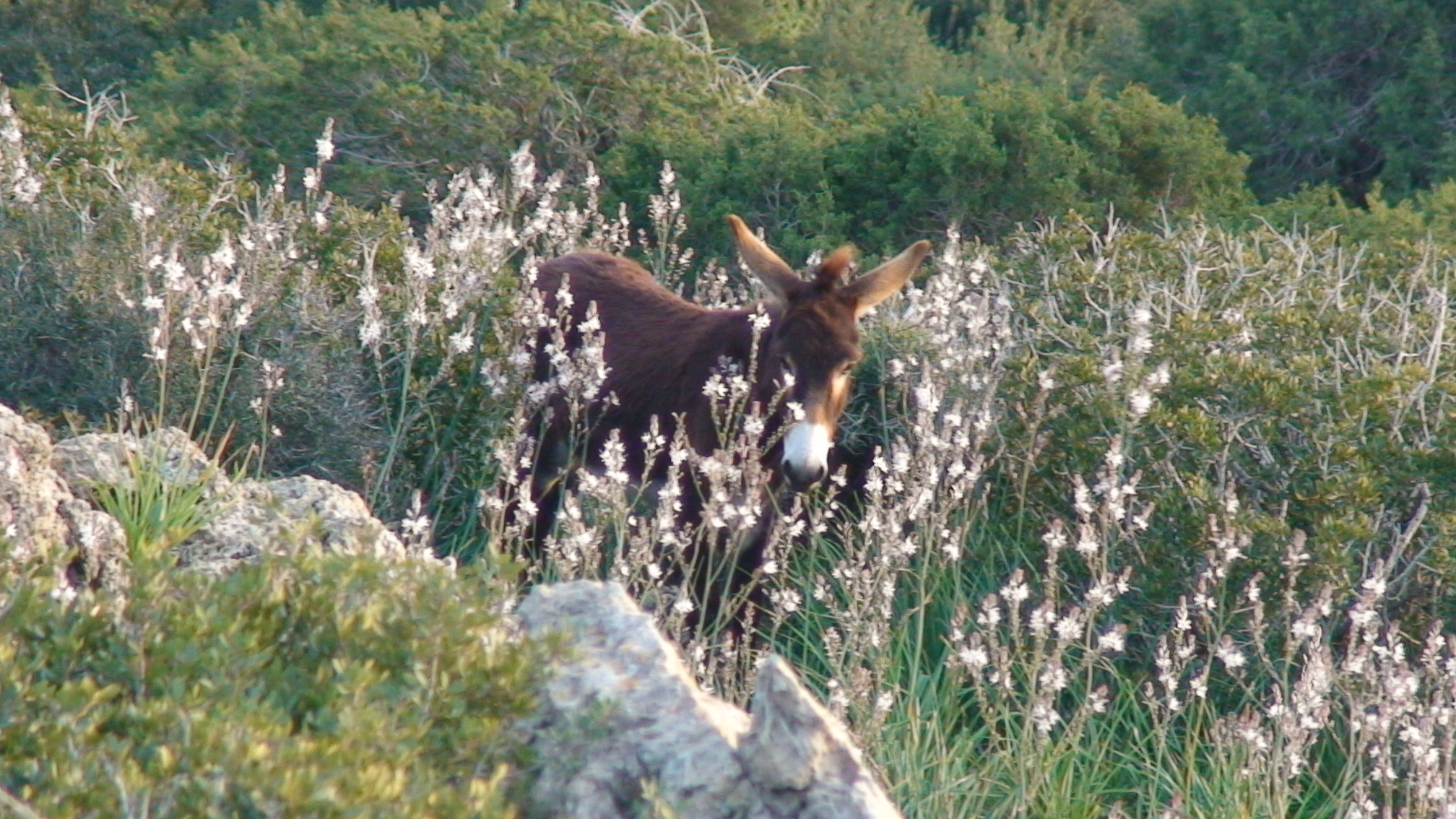
Un âne de Karpas.
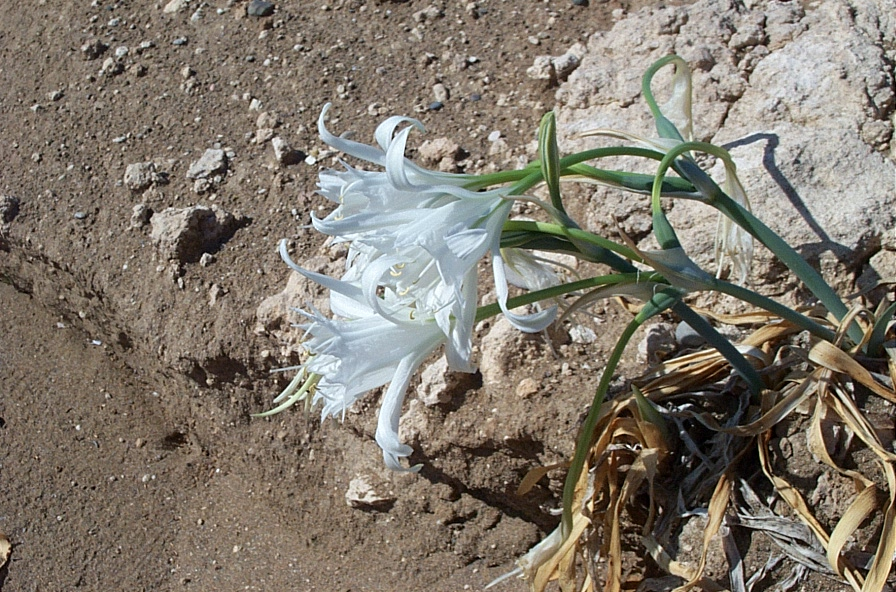
Un lis maritime sur la péninsule.

## Source
- (en) Cet article est partiellement ou en totalité issu de l’article de Wikipédia en anglais intitulé « Karpass Peninsula » (voir la liste des auteurs).